# Franco Segovia
Franco André Segovia Vergara (Santiago, 30 giugno 1988) è un calciatore cileno, centrocampista del Barnechea.